# L'ofrena (pel·lícula)
L'ofrena és una pel·lícula catalana del 2020 dirigida per Ventura Durall. És un thriller que presenta un triangle amorós protagonitzat per Àlex Brendemühl, Verónica Echegui i Anna Alarcón. Es va estrenar als cinemes el 18 de setembre del 2020. La pel·lícula és principalment en castellà.

## Argument
La Violeta, una prestigiosa psiquiatra, rep una visita inesperada a la seva consulta. És la Rita, la dona d'un antic amor de la seva adolescència —en Jan—, que va marcar la seva vida i que la va abandonar de manera traumàtica vint anys enrere. La Rita visita a la Violeta amb el pretext de recuperar l'amor del seu marit. El que la Violeta no sap és que aquesta visita és el primer pas d'en Jan per intentar reescriure la seva història.

## Repartiment
- Àlex Brendemühl com a Jan
- Verónica Echegui com a Rita
- Anna Alarcón com a Violeta
- Pablo Molinero com a Nico
- Josh Climent com a Jan jove
- Clàudia Riera com a Violeta jove

## Producció
El guió va ser escrit per Ventura Durall juntament amb Guillem Sala, Sandra Beltrán i Clara Roquet. La pel·lícula és una producció de Nanouk Films, Fasten Films, Suica Films i Bord Cadre Films, amb finançament de l'ICAA, l'ICEC i l'IVAC, i en associació amb TV3. Va ser rodat a Barcelona i al País Valencià (incluent la Serra d'Irta, Sagunt i Bunyol).

## Estrena
La pel·lícula es va presentar a la 23a edició del Festival de Màlaga el 23 d'agost de 2020. Distribuït per Alfa Pictures, es va estrenar en cinemes a Espanya el 18 de setembre de 2020.

## Premis i nominacions
| Premi | Categoria         | Nominat                      | Resultat         | Ref.      |       |
| ----- | ----------------- | ---------------------------- | ---------------- | --------- | ----- |
| 2021  | XIII Premis Gaudí | Best Film                    | Best Film        | Nominat   | [ 7 ] |
| 2021  | XIII Premis Gaudí | Millor protagonista femenina | Anna Alarcón     | Nominat   | [ 7 ] |
| 2021  | XIII Premis Gaudí | millor protagonista masculí  | Alex Brendemühl  | Nominat   | [ 7 ] |
| 2021  | XIII Premis Gaudí | millor actriu secundària     | Verónica Echegui | Guanyador | [ 7 ] |